# Schloss Nechelheim
Schloss Nechelheim (auch Nechelhaym, Nechelheimb, nach  „Heim des Neche“) ist ein Schloss in Rammersdorf, KG von Sankt Lorenzen im Mürztal, Bezirk Bruck-Mürzzuschlag, Steiermark. Es steht unter Denkmalschutz.

## Geschichte

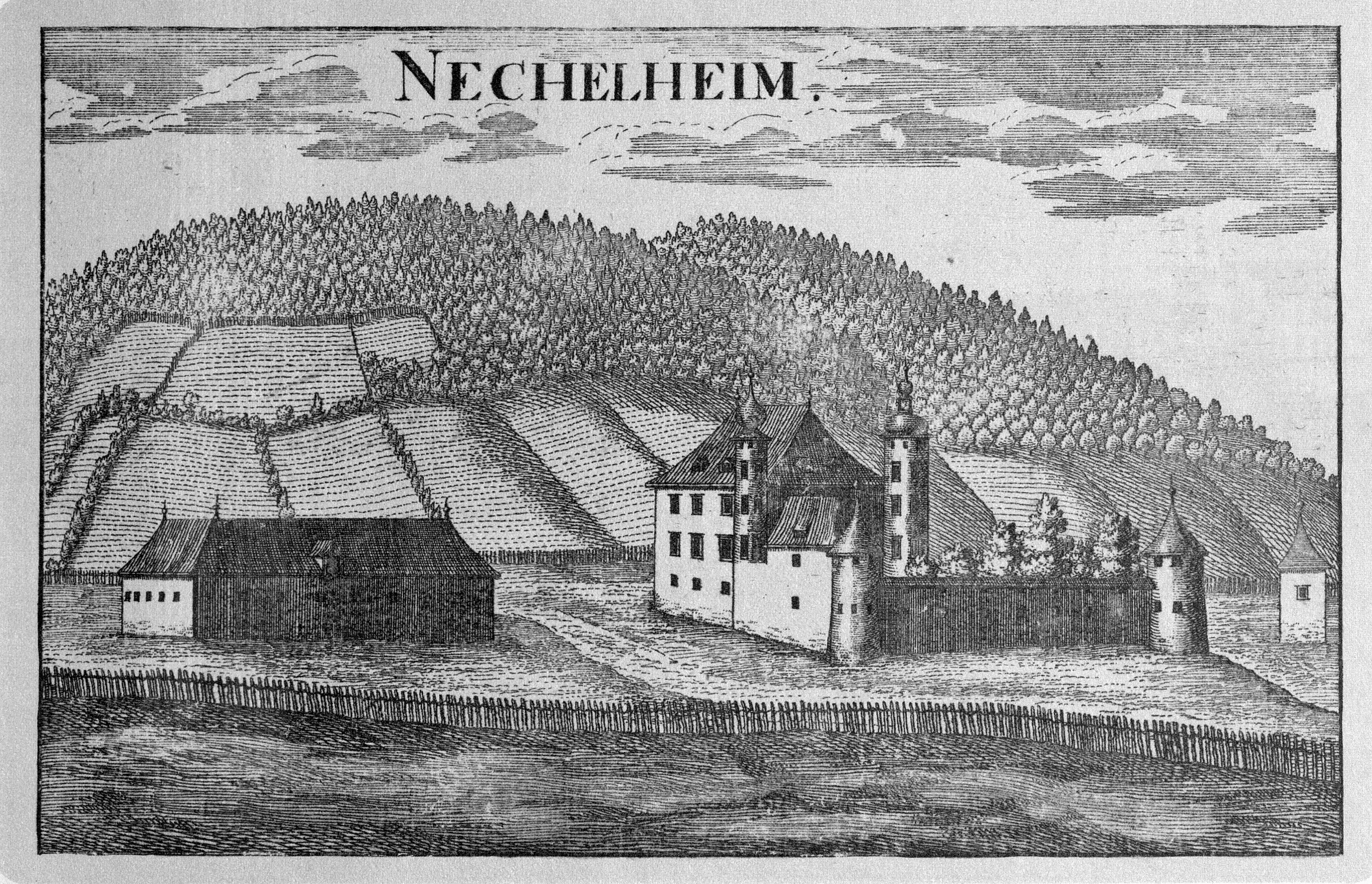
Schloss Nechelheim nach Vischer 1681

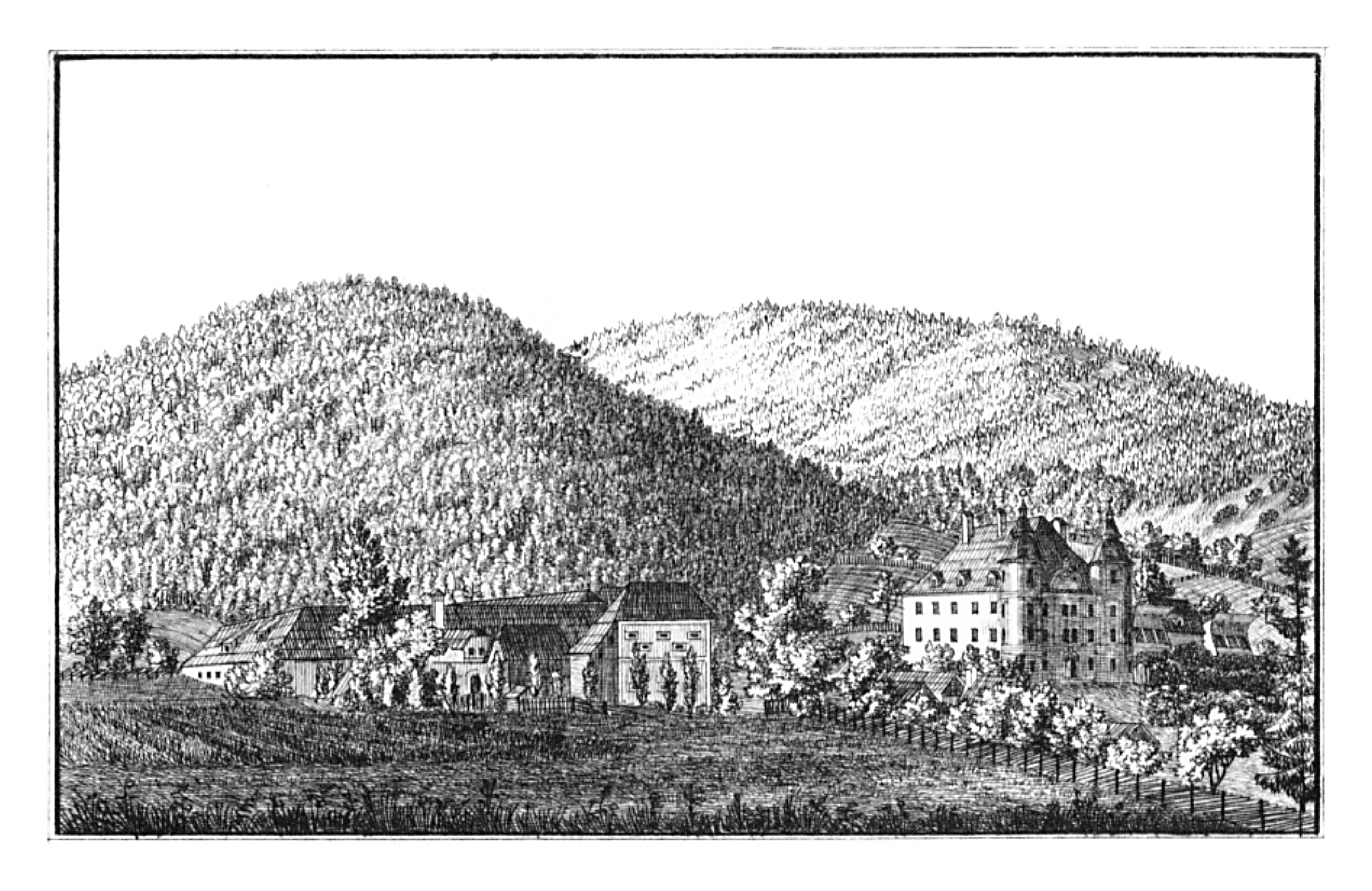
Das Schloß und seine Wirtschaftsgebäude um die Mitte des 19. Jahrhunderts

Nechelheim zählt zu den ältesten Kleinadelssitzen in der Steiermark. Als „Heim des Neche“ wurde es 1188 erstmals urkundlich erwähnt, als der damalige Nechelheimer mit Kaiser Friedrich I. als Kreuzfahrer in das Heilige Land zog und nicht mehr zurückkehrte. 1401 verkaufte Reginwart, der letzte bekannte Nechelheimer, eine Mühle an der Mürz an Jakob von Stubenberg. 
1434 scheint Nechelhaym als zinspflichtiger Hof in einem Urbar des Stiftes Admont auf. König Friedrich IV. belehnte mit ihm 1443 Andreas Krabatsdorfer. Um 1490 ging das Gut, das ursprünglich nur vier Hofstätten umfasste, an die Familie Färber über; 1542 hatte es aber bereits 28 Untertanen. 1613 verkaufte Franz Färber den Edelmannsitz, der immer noch ein landesfürstliches Lehen war, an Theodor von Gabelkhoven.
Als Eigentümer folgten 1632 der Hammergewerke Joseph Ferdinand Hentz von Hentzenhaimb und 1678 Johann Ferdinand Zehentner, Freiherr von Zehentgrueb. Dessen Witwe veräußerte die Herrschaft 1691 an Johann Adam von Monzello, der daraus einen Fideikommiss für seinen Neffen, den Hammerherrn Franz Fraydt von Fraydenegg, machte. 1707 erbte dieser unter dem Namen Fraydenegg-Monzello die Herrschaft.
Wolf Jakob von Fraydenegg-Monzello war zwischen 1769 und 1779 ein bedeutender Förderer der Wallfahrtskirche Maria Rehkogel in Frauenberg. Franz Xaver Freiherr von Fraydenegg-Monzello ließ 1789 den alten wehrhaften Ansitz zum heutigen Schloss umbauen. Es befindet sich noch immer im Besitz seiner Nachkommen. Der auf einem Vischer-Stich von 1681 dargestellte Bergfried wurde beim Umbau von 1789 fast vollständig abgetragen.

## Architektur
Schloss Nechelheim liegt in einem kleinen Park westlich von St. Lorenzen im Mürztal. Der auf dem Vischer-Stich von 1681 ersichtliche Bergfried wurde beim Umbau von 1789 weitgehend abgetragen. Der untere Teil ist im Gebäude verbaut und von außen nicht sichtbar. Auch die auf dem Stich erkennbare südlich vorgelagerte Mauer mit ihren beiden runden zweigeschoßigen Wehrtürmen ist heute nicht mehr erhalten. Nur vom einstigen Wehrgraben sind noch Spuren im Park erkennbar.
Das Gebäude ist im Wesentlichen ein dreigeschoßiger Barockbau mit rechteckigem Grundriss. Auffällig sind vor allem die beiden an der schmalen Giebelfront der Südfassade errichteten runden Ecktürme mit ihren hohen Hauben. Im dazwischenliegenden Rundgiebel ist eine Uhr eingebaut. Die Hauskapelle befindet sich im zweiten Obergeschoß des Südwestturmes. Sie ist mit Wandmalereien und einem Deckenbild dekoriert, das den hl. Franz Xaver darstellt. Laut Signatur wurde es 1789 von Joseph Michael Gebler geschaffen. In der Glocke des Kapellenturmes ist die Jahreszahl 1648 eingeprägt. Besonders bemerkenswert ist auch die mit den Wappen der einstigen Besitzer sowie mit Gemälden und historischen Waffen geschmückte gewölbte Vorhalle im Erdgeschoß. Westlich des Schlossgebäudes steht ein im 16. Jahrhundert errichteter Getreidekasten, der später zum Wirtschaftsgebäude umgebaut wurde.